# 投げ縄

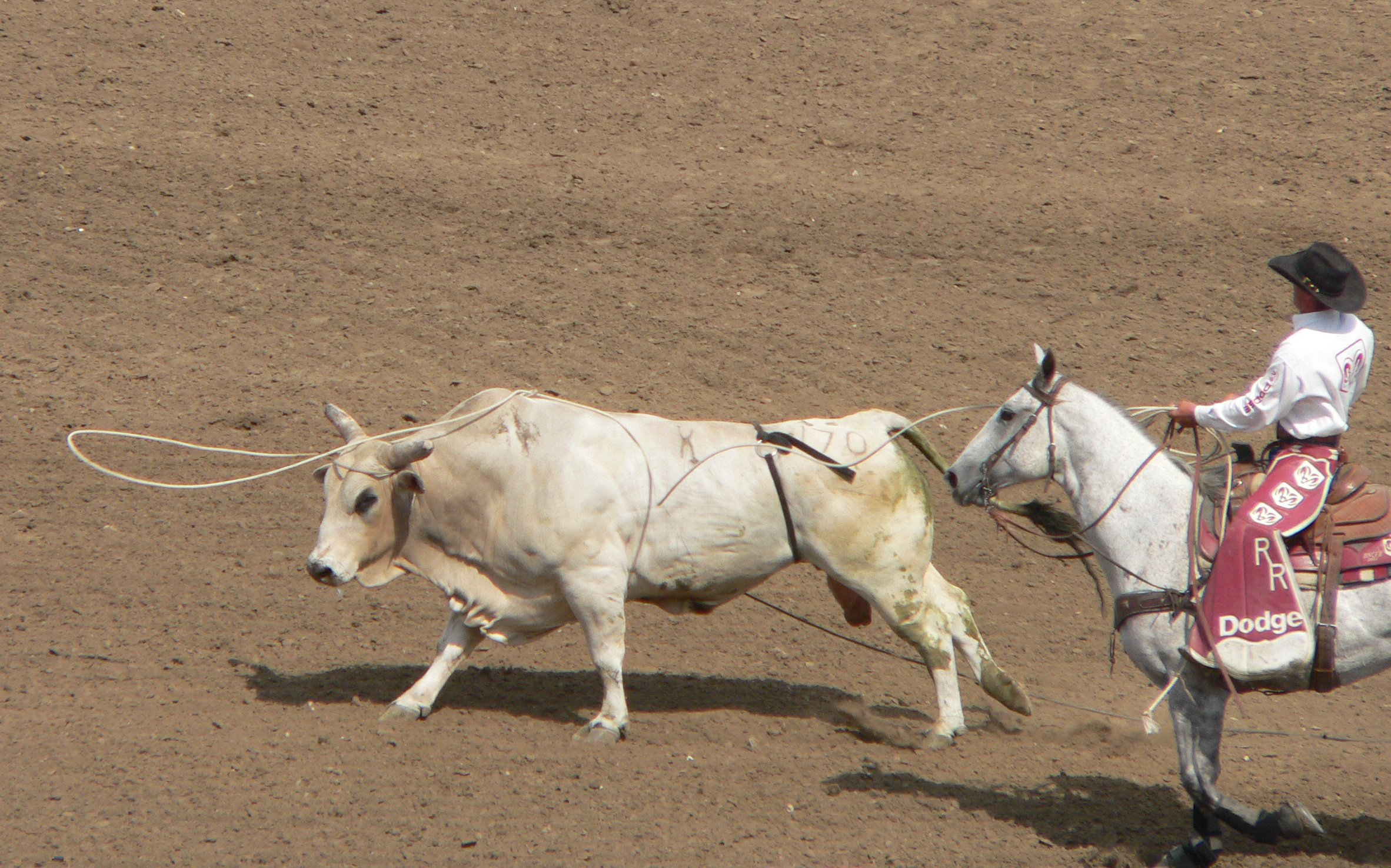
ロデオでゆっくり動く牛にカウボーイが縄を投げる様子

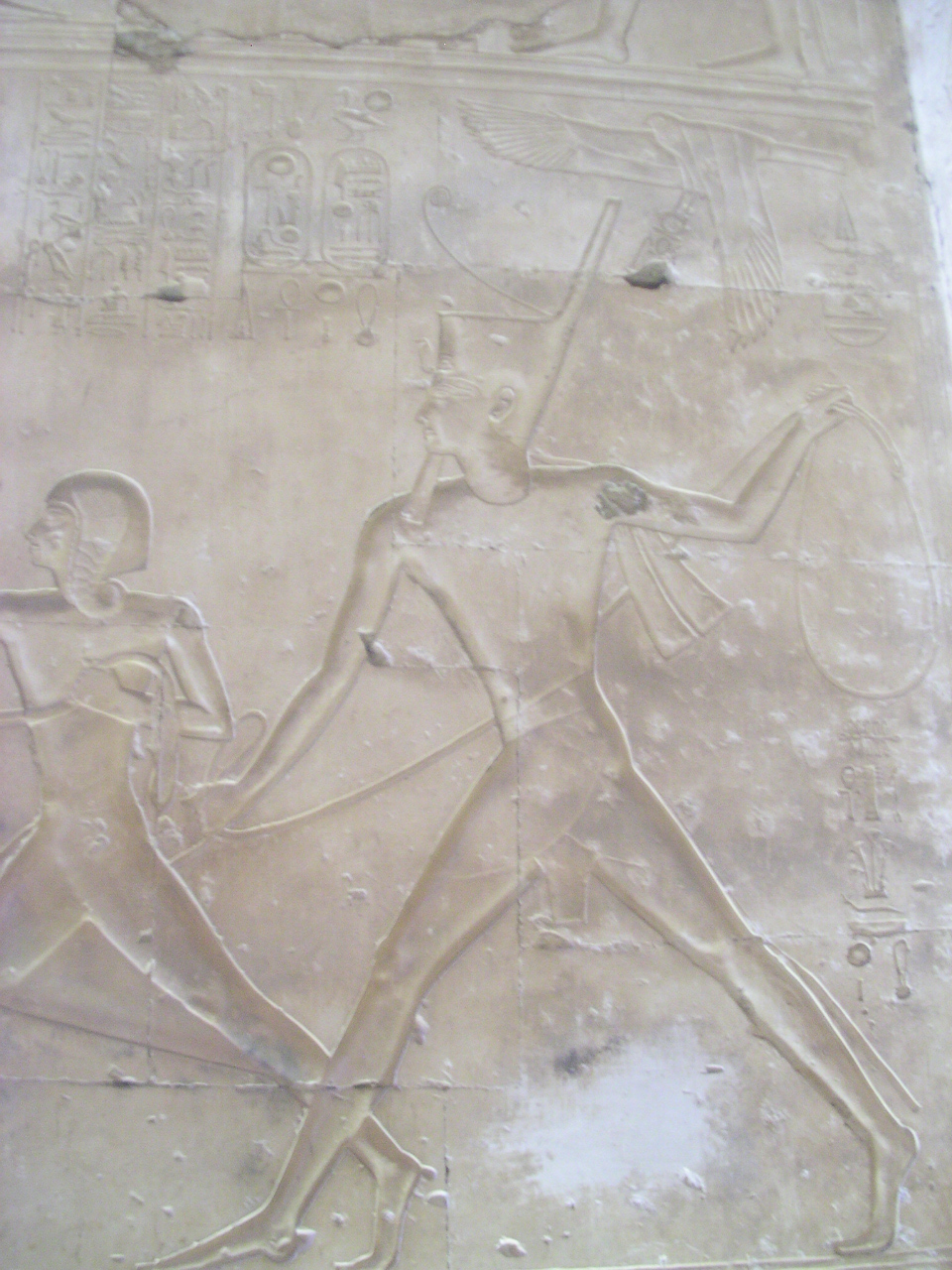
エジプト、アビドスのセティ1世の寺院の彫刻ファラオが聖なる牛に縄を投げようとしている様子

投げ縄（英語：lasso、またはlariat、riata、reata）とは、動物などを捕縛する輪が作られたロープ、もしくはそれを投げる事である。アメリカのカウボーイの使う道具としても知られる。カウボーイは、この縄を単にロープ、使う事をローピングという。

## 歴史
- 紀元前1280年に建てられたアビドスの古代エジプトのファラオセティ1世の寺院に、ファラオが牛に縄を投げようとしている様子が彫られている。
- インドの『ラーマーヤナ』（3世紀成立）には、ヴィシュヴァーミトラがラーマに「裁判の投げ縄」と呼ばれる極意・魔法の道具を授ける記述が見られる。
- 西暦370年ごろ、フン族が戦闘で投げ縄を使用している記録がある[2]。また中世ポーランドの騎兵ユサールの羽根飾りはタタールの投げ縄を防ぐためとの説がある[3]。過去のモンゴルの国章には、投げ縄用の長い棒を持った人物が描かれている。

備考として、インドネシア・スラウェシ島の4万4千年前の洞窟狩猟壁画から縄を持っていると見られる人が描かれていることが確認されている。

## 著名な使用者
- ロスタム  - ペルシャの英雄叙事詩に登場する英雄。魔女、ウーラード、愛馬ラクシュ、the Khaqan of Chin 等を捕まえた。
- ガネーシャ、ヤマ、ヴァルナなどのヒンズー教の神々は、パシャ（英語版）という、障害物を取り除き、死体から出る魂を捕える効果があるとされる投げ縄を持つ。
- 不動明王・千手観音・不空羂索観音などが羂索という縄を持つ[5]。羂は罠の意味である。